# Незаконченная жизнь
«Незаконченная жизнь» (англ. An Unfinished Life) — фильм 2005 года.

## Сюжет
Эйнар, на протяжении последних десяти лет тяжело переживающий смерть своего единственного сына (автомобильная катастрофа), уделяет внимание исключительно своему ранчо в горах Вайоминга. Каждый день он посещает могилу сына и разговаривает с ним. Единственный человек, к которому Эйнар сохраняет добрые чувства — это наёмный работник и друг Митч (с которым он знаком около 40 лет), который был покалечен в схватке с медведем-гризли.
После ссоры с сожителем его невестка Джин, которую он винит в смерти сына (она была за рулём), приезжает к нему с дочкой Грифф, которая приходится внучкой Эйнару (во время аварии Джин была беременна).
Поначалу Эйнар воспринимает в штыки такой поворот в жизни, однако потом постепенно меняется и, в конце концов, становится более человечным.

## В ролях
| Актёр           | Роль  |
| --------------- | ----- |
| Роберт Редфорд  | Эйнар |
| Дженнифер Лопес | Джин  |
| Морган Фриман   | Митч  |
| Джош Лукас      | Шериф |
| Дэмиэн Льюис    | Гарри |
| Кэмрин Менхайм  | Нина  |
| Линда Бойд      | Китти |

## Отзывы
По данным сайта Rotten Tomatoes, из 140 отзывов 74 положительных и 66 отрицательных, что даёт фильму рейтинг 53 % (средняя оценка при этом — 5,9/10). Среди топ-критиков результаты хуже: 32 рецензии, из них 18 положительных и 14 отрицательных. Таким образом, среди наиболее авторитетных критиков рейтинг фильма составил 44 %, а средняя оценка — 5,4.
Питер Трэверс из журнала «Rolling Stone» оценил фильм всего в 1,5 звезды из 5 возможных, написав, что Дженнифер Лопес теряется в компании с Робертом Редфордом и Морганом Фриманом; сюжет очень банален и предсказуем; а для зрителя просмотр фильма станет настоящей пыткой. Кинокритик «Chicago Sun-Times» Роджер Эберт с коллегой не согласен, ему фильм понравился, и он присудил картине 3 звезды из 4-х. Эберт считает, что фильм рассказывает свою скромную искреннюю историю простым и понятным языком.
Кеннет Тюран из газеты «Los Angeles Times» тоже считает фильм шаблонным: «Если вы хотя бы раз смотрели кино, вы сможете предсказать развитие сюжета „Незаконченной жизни“». С ним согласен и Стефен Холден из «New York Times»: «Картина задыхается в своей собственной предсказуемости и похожа на невнятный лепет». В статье для «Entertainment Weekly» Лиза Шварцбаум написала, что «фильм совершенно не захватывает зрителя, лишь имитируя многие более ранние вдохновляющие драмы Miramax». А Ричард Рупер, напротив, написал: «Мне действительно понравился этот фильм: начиная с показательной игры актёрского ансамбля во главе с Робертом Рэдфордом и заканчивая великолепными пейзажами».
Андрей Капетский охарактеризовал картину следующим образом: «Фильм гармоничен, красив и дышит полной грудью. Это жизнь, от которой сложно оторвать взгляд, фильм, где всё до смешного просто и до слёз нелегко, красота природы и красота человека, такого, какой он и есть». Роман Корнеев на сайте «Кинокадр» позитивно отзывается о режиссуре фильма и об игре Моргана Фримана, но, при этом, критикует Дженнифер Лопез; говорит, что первые двадцать минут фильма вызывали желание включить быструю перемотку, а середина и концовка фильма вызвали у него исключительно приятные впечатления.
По мнению Игоря Михайлова, обозревателя портала «Киноафиша России», фильм учит зрителей тому, что не нужно обвинять близких людей в тех грехах, за которые, в первую очередь, нужно винить самих себя. Также автор отмечает подлинное мастерство сильнейших актёров, которые заставляют зрителей, не отрываясь от экрана, следить за развитием сюжета. «Все эти актёры, украсившие игрой лиричную сагу, действие которой происходит на фоне красивейших пейзажей, максимально искренне и, прилагая всё доступное им мастерство, убеждают зрителя в торжестве вечной истины. Жизнь не заканчивается до тех пор, пока Вы сами не позволите ей покинуть Ваше тело» — резюмирует Михайлов.